# Gare de Camblain-l'Abbé
La gare de Camblain-l'Abbé est une ancienne gare ferroviaire française de la ligne de chemin de fer secondaire de Lens à Frévent de la Société des chemins de fer économiques du Nord (CEN), située sur le territoire de la commune de Camblain-l'Abbé, dans le département du Pas-de-Calais, en région Hauts-de-France.

## Histoire

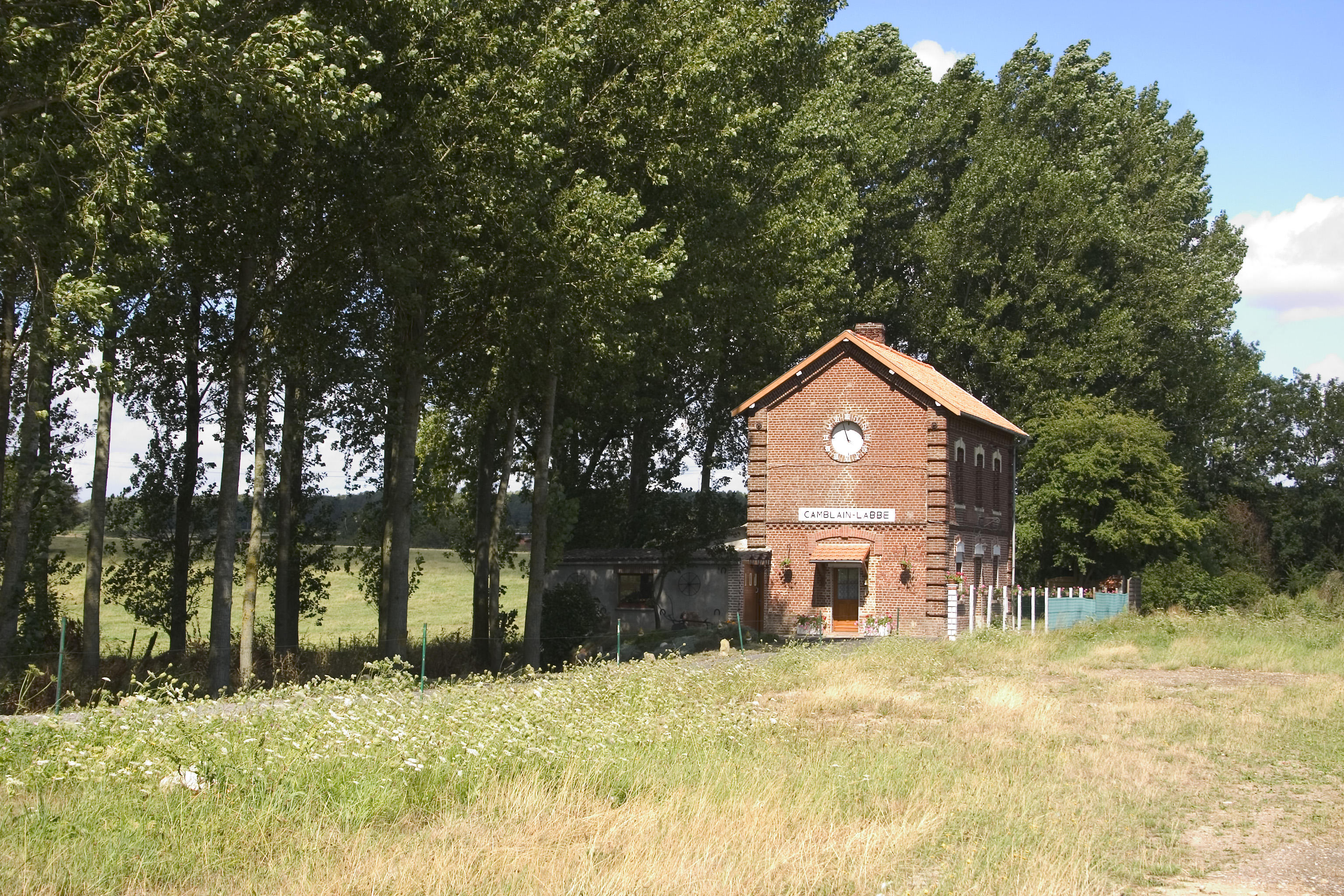
La gare transformée en logement en 2006.

La gare de Camblain-l'Abbé est mise en service en 1895 lors de l'ouverture de la ligne de chemin de fer secondaire à écartement métrique de Lens à Frévent de la Société des chemins de fer économiques du Nord. Elle est fermée en 1948 lors de la suppression de la ligne.
La gare désaffectée a été transformée en logement.

## Sources et bibliographie

### Sites Internet
- « Liste des chemins de fer secondaires PAS DE CALAIS (62) », sur le site de la FACS